# Супутник (фонд)
Фонд Супутник — недержавна благодійна організація з міста Влардінген в Нідерландах, заснована 1993 року, яка надає допомогу та реалізує благодійні проєкти в Україні .

## Сфера діяльності
Крім реалізації власних спільних проєктів, фундація, до якої входять лише волонтери, надає допомогу іншим голландським організаціям, які діють в Україні, наприклад, в оформленні митних документів. В Україні фонд Супутник співпрацює з різними гуманітарними організаціями. Супутник також підтримує тісні зв'язки з урядами Нідерландів та України, Радою із захисту дітей, Голландським Гельсінкським комітетом та різними клубами Ротарі в Нідерландах.
З початком війни на Донбасі у 2014 році фонд Супутник перенаправив свої зусилля в райони, які найбільше потребують допомоги. Дві автомобілі швидкої допомоги, призначені для дитячого будинку та Жашківської лікарні, були відправлені в зону проведення антитерористичної операції на Донбасі. Згодом фонд Супутник координував з медичними організаціями постачання обладнання для жертв конфлікту, а також допомогу інвалідам та внутрішньо переміщеним особам зі сходу України та Криму. Допомога надавалася як військовим, так і цивільним особам, без дискримінації на основі походження чи приналежності.
Після неспровокованого вторгнення Росії в Україну в лютому 2022 року фонд Супутник вкотре відгукнувся на заклик про термінову підтримку, збільшивши обсяги допомоги, спрямованої на вирішення критичних потреб. Додаткові ресурси були спрямовані на постачання медикаментів та підтримку переміщеного населення.

З моменту заснування (у грудні 1994 року) фонд Супутник бере участь у Фонді «Платформа співробітництва Нідерланди-Україна» (нід. Stichting Platform Samenwerking Nederland-Oekraïne, SPS N-O).

## Співпраця з Україною та визнання

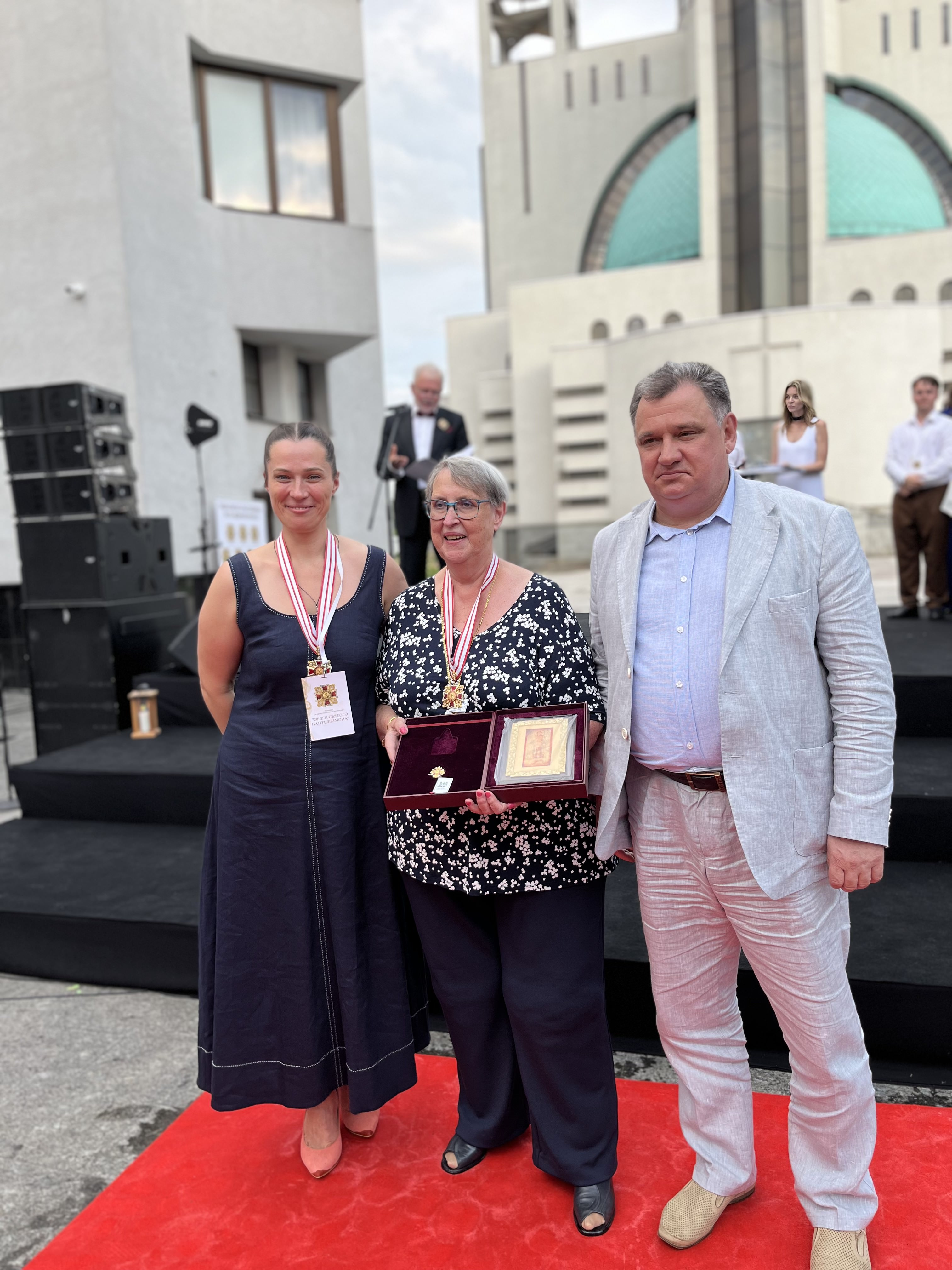
Ірина Рибінкіна, Бея Кльойтерс та Олександр Науменко на церемонії вручення ордену Святого Пантелеймона у 2024 році.

У 2005 році українка Вікторія Кобленко зайняла посаду посла фонду Супутник.
30 листопада 2003 року Супутник відзначив своє десятиліття благодійним концертом у Гаазі. Раніше того ж року голова Бея Кльойтерс-Альберс отримала королівську нагороду орден Оранських-Нассау.
8 червня 2006 року під час візиту дружини Президента України, перша леді Катерини Ющенко до Влардінгена Бея Кльойтерс-Альберс отримала орден Княгині Ольги ІІІ ступеня.
28 лютого 2016 року Бея Кльойтерс-Альберс отримала церковну нагороду - медаль «За жертовність і любов до України», яку вручив Патріарх Української православної церкви Київського патріархату Філарет.
19 серпня 2019 році пані Кльойтерс-Альберс отримала Нагрудний знак «Знак пошани» — за вагомий особистий вклад в організацію та надання допомоги особовому складу військових частин і підрозділів Збройних Сил України, підтримання бойового духу захисників державного суверенітету та територіальної цілісності України та з нагоди Дня незалежності України. «Знак пошани» був найвищою військовою нагородою Міністерства оборони України, якою могла бути нагороджена цивільна особа. 
Також 19 серпня 2019 тим же наказом радник Джон Стінен отримав медаль «За сприяння Збройним Силам України».
27 липня 2024 року, під час візиту до Києва, Бея Кльойтерс-Альберс отримала Орден святого Пантелеймона - відзнаку за професіоналізм і милосердя.

## Галерея відзнак

Відзнаки, вручені волонтерам фонду «Супутник»
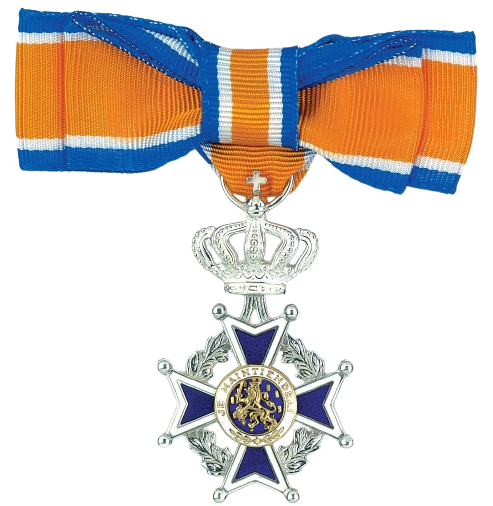
Орден Оранських-Нассау
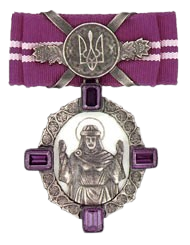
Орден Княгині Ольги
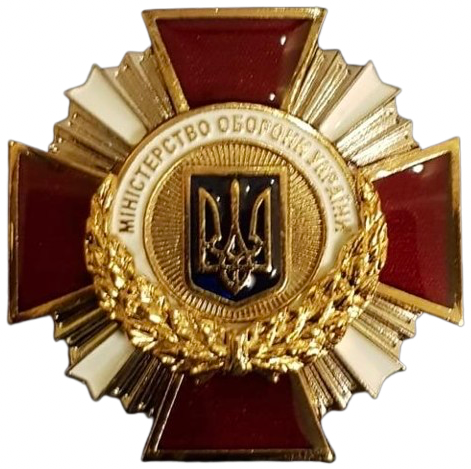
Знак пошани МОУ
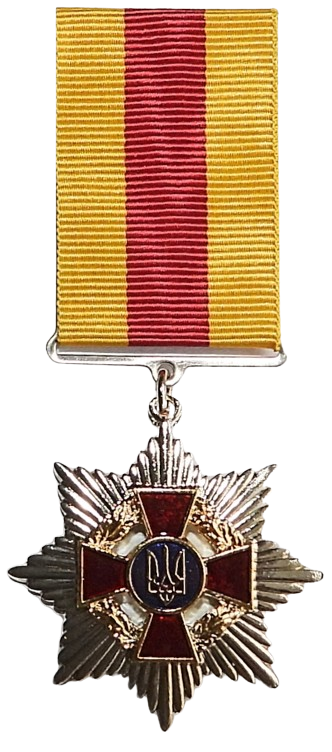
За сприяння ЗСУ
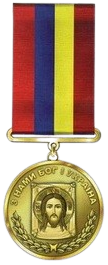
За жертовність і любов до України
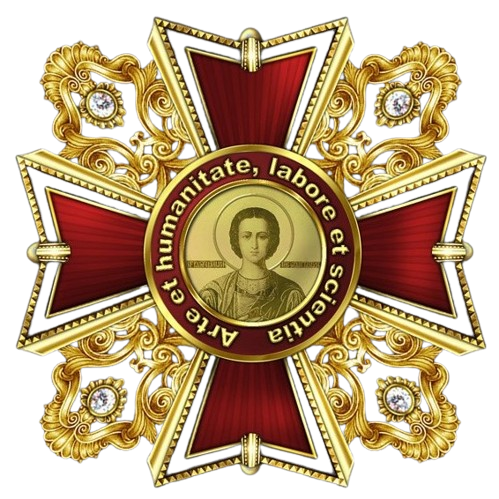
Орден св. Пантелеймона